# Eperjesi görögkatolikus püspökök listája
Az alábbi lista az Eperjesi görögkatolikus főegyházmegye püspökeinek névsorát tartalmazza.
| Név                      | Funkció kezdete                                          | Funkció vége         | Megjegyzés                                                                                           |
| ------------------------ | -------------------------------------------------------- | -------------------- | --- |
| Tarkovics Gergely        | 1818. szeptember 18.                                     | † 1841. január 16.   | Eperjes első püspöke.                                                                                |
| Gaganec József           | 1842. augusztus 2.                                       | † 1875. december 22. | |
| Dr. Tóth Miklós          | 1876. április 3.                                         | † 1882. május 22.    | |
| Dr. Vályi János          | 1882. október 11.                                        | † 1911. november 19. | |
| Répássy György           | 1911.                                                    | 1913.                | kanonok, az egyházmegye apostoli adminisztrátora                                                     |
| Dr. Novák István         | 1914. január 14.                                         | 1920.                | Funkciójából a csehszlovák kormányzat elmozdíttatta.                                                 |
| Dr. Russnák Miklós       | 1918.                                                    | 1927.                | Püspöki titkárként működött, így nem volt megyés püspök.                                             |
| Nyáradi Dénes            | 1922.                                                    | 1927.                | Kőrösi megyés püspök, eperjesi apostoli adminisztrátor.                                              |
| boldog Gojdics Péter Pál | 1926. szeptember 14.                                     | † 1960. július 17.   | 1940-től püspök, 1951-ben megtagadta az egyház elszakítását Rómától, ezért haláláig börtönbe került. |
| Ján Hirka                | 1989. december 21.                                       | 2002. október 22.    | |
| Ján Babjak               | 2002. december 11. 2008. január 30-tól érsek-metropolita |                      | |